# José Luis Ágreda
José Luis Ágreda (Sevilla, 21 de marzo de 1971), también conocido como Ágreda, es un historietista, ilustrador y director artístico español. 

## Biografía
Nacido en Sevilla en 1971, cuando tenía 4 años su familia se trasladó con su familia a Bilbao, donde estuvo viviendo hasta 1989. Comenzó a dibujar por influencia de su hermano, y con el tiempo se inició en la historieta a través de publicaciones en distintos fanzines como Metacrilato (1982). Tras fallecer su padre, regresó con la familia a su ciudad natal y estudió Arquitectura en la Escuela Superior Técnica de Sevilla.
Después de ganar un concurso de cómic en Bilbao, Natxo Allende le invitó a participar en La Comictiva, donde publica series como la inacabada Los años conjurados (1994) y Barrabás (1996). Después editó con Under Cómic su primer álbum recopilatorio en blanco y negro, ¡Eh, tú chaval! (1997). Ese mismo año su obra fue reseñada dentro de un número especial de la revista El Víbora dedicado al cómic underground.
Empezó a trabajar como autor profesional en 1998, principalmente como ilustrador en El País de las Tentaciones y en El Víbora. Ese mismo año inició una serie regular en El Jueves, Los Chapas (1998-2000), junto con Bernardo Vergara, con quien luego volvió a trabajar en Jaula magna (2003). En esos años también llevó la serie Zoé en el País de las Hadas, para la revista infantil ¡Dibus!, y el dibujo de Raúl y Andrea: a la fuerza ahorcan (2000), guionizado por Gomaespuma.
En 2001 se consolidó dentro de la historieta española con Cosecha Rosa, editado por Under Cómic, que obtuvo el premio a la «mejor obra» en el Salón Internacional del Cómic de Barcelona en 2002. En 2003 lanzó Cosecha CMYK, una recopilación de ilustraciones editada por Astiberri.
Entre 2004 y 2006 estuvo publicando la serie regular Olga y Héctor en la revista infantil Mister K. También colaboró en El Manglar y en Usted está aquí, ambas editadas por Dibbuks. En 2014 fue uno de los autores que abandonó El Jueves para poner en marcha la revista digital Orgullo y satisfacción, que existió hasta 2017. En todo ese tiempo ha mantenido sus colaboraciones como ilustrador en distintas publicaciones, tanto de prensa como editoriales.
En 2017 trabajó como director artístico en la película Buñuel en el laberinto de las tortugas (2018), dirigida por Salvador Simó y basada en un cómic de Fermín Solís. Esta cinta fue galardonada en 2020 con el Premio Goya en la categoría de mejor película de animación. En 2022 trabajó con Pablo Berger en la película Robot Dreams (2023), también basada en una adaptación de cómic. Robot Dreams obtuvo dos Premios Goya —mejor guion adaptado y mejor película de animación— y estuvo nominada en los Premios Óscar en la categoría de mejor película de animación.

## Obra

### Historieta
| Años | Título                                               | Guionista        | Tipo                 | Publicación                        |
| ---- | ---------------------------------------------------- | ---------------- | -------------------- | ---------------------------------- |
| 1994 | Los años conjurados                                  | J. L. Ágreda     | Serie                | La Comictiva                       |
| 1996 | Barrabás                                             | J. L. Ágreda     | Serie                | La Comictiva                       |
| 1997 | ¡Eh, tú, chaval!                                     | J. L. Ágreda     | Monografía           | Under Cómic: Flor de un día, n.º 1 |
| 1998 | Pablo Pachín y su perro Pachín Pablo                 | J. L. Ágreda     | Serie                | U, el Hijo de Urich, época III     |
| 1998 | Los Chapas                                           | Bernardo Vergara | Serie                | El Jueves.                         |
| 2000 | Siniestro Total: La Historia del Blues               | J. L. Ágreda     | Monografía colectiva | Under Cómic                        |
| 2000 | Raúl y Andrea. A la fuerza ahorcan                   | Gomaespuma       | Monografía           | Temas de Hoy                       |
| 2000 | Almanaque extraordinario Bardín baila con la más fea | J. L. Ágreda     | Monografía colectiva | Mediomuerto, n.º 5.                |
| 2001 | Cosecha rosa                                         | J. L. Ágreda     | Monografía           | Under Cómic                        |
| 2003 | Jaula Magna                                          | Bernardo Vergara | Serie                | El Jueves.                         |
| 2004 | Olga y Héctor                                        | J. L. Ágreda     | Serie                | Mister K                           |

### Cine
| Años | Título                                 | Director      | Trabajo            |
| ---- | -------------------------------------- | ------------- | ------------------ |
| 2020 | Buñuel en el laberinto de las tortugas | Salvador Simó | Director artístico |
| 2023 | Robot Dreams                           | Pablo Berger  | Director artístico |